# Brian Selznick

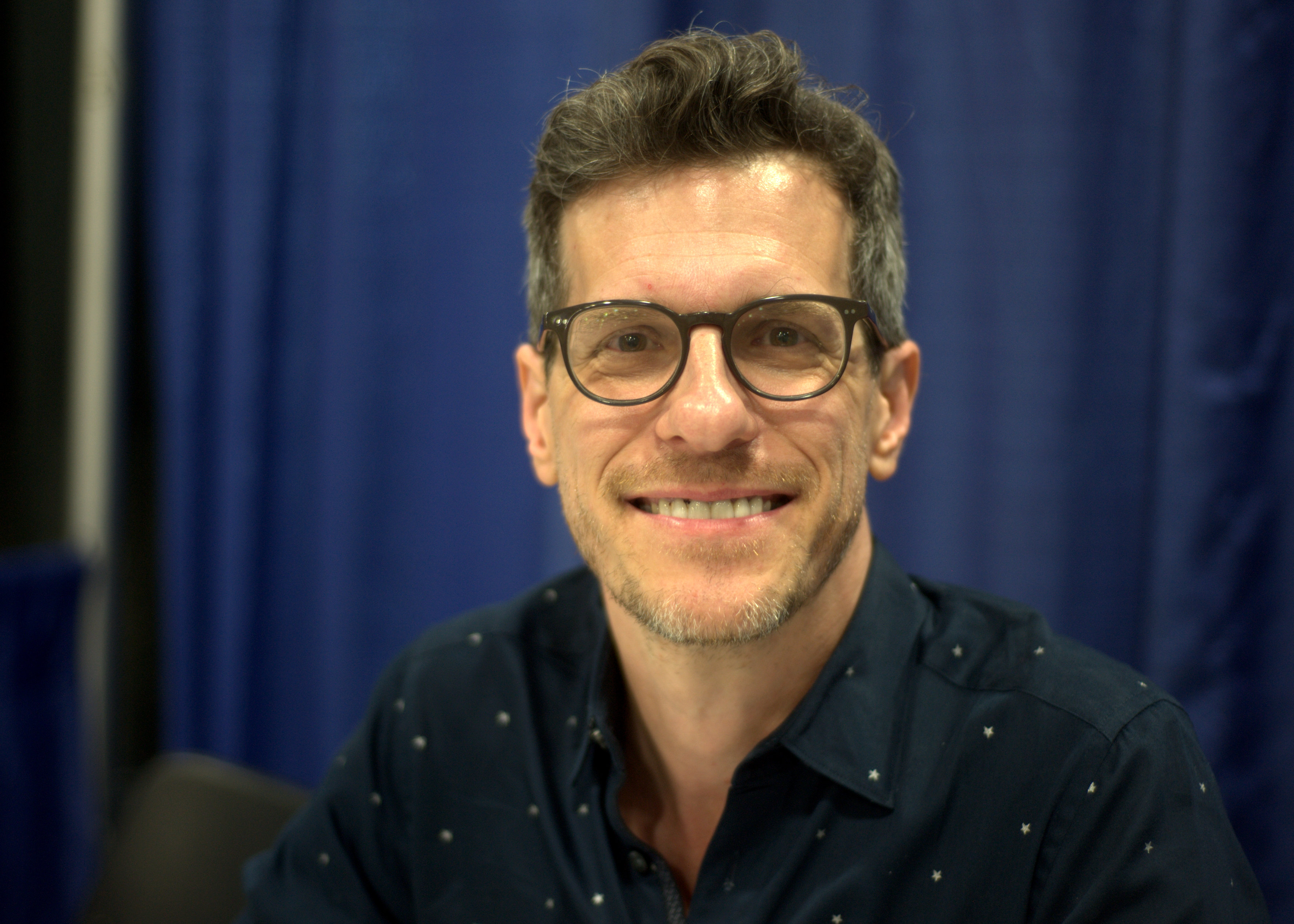
Brian Selznick, 2018

Brian Selznick (* 14. Juli 1966 in East Brunswick, New Jersey) ist ein US-amerikanischer Illustrator und Autor von Kinder- und Jugendliteratur.

## Leben
Brian Selznick wuchs in der East Brunswick Township in New Jersey als ältestes von drei Geschwistern auf. Ein Wandgemälde, das einen Dinosaurier zeigte, brachte ihm schon als Fünftklässler große Anerkennung und bestärkte ihn in seinem Wunsch, das Talent zum Beruf zu machen. Er graduierte an der Rhode Island School of Design. Darauf folgend arbeitete er für drei Jahre in einer Kinderbuchhandlung in Manhattan.
Sein Buch Die Entdeckung des Hugo Cabret wurde 2011 von Martin Scorsese als Film adaptiert und mit mehreren Oscars ausgezeichnet. 2017 folgte die Verfilmung seines Buches Wunderlicht durch Todd Haynes, wobei Selznick selbst auch für das Drehbuch zuständig war.
Brian Selznick lebt gegenwärtig alternativ in Brooklyn, New York, oder San Diego, Kalifornien.

## Auszeichnungen
- 2002: Caldecott Honor für The Dinosaurs of Waterhouse Hawkins
- 2008: Caldecott Medal in Gold für The Invention of Hugo Cabret
- 2009: Penzberger Urmel
- 2008: ALA Best Books for Young Adults
- 2008: Premio Andersen (Bestes Buch ab 12 Jahren)
- 2013: California Young Reader Medal (nominiert) für Wonderstruck (Scholastic, 2011)

## Werke als Autor und Illustrator
- The Houdini Box, 1991
- The Robot King, 1995
- The Boy of a Thousand Faces, 2000
- The Invention of Hugo Cabret, 2007 (dt. Die Entdeckung des Hugo Cabret, 2008)
- Wonderstruck, 2011 (dt. Wunderlicht, 2012)

## Von ihm illustrierte Werke anderer Autoren
- Amelia and Eleanor Go for a Ride von Pam Muñoz Ryan
- Barnyard Prayers, von Laura Godwin
- The Boy Who Longed for a Lift von Norma Farber
- The Dinosaurs of Waterhouse Hawkins von Barbara Kerley
- Doll Face Has a Party, von Pam Conrad
- The Doll People von Ann Martin und Laura Goodwin (dt. Das geheime Leben der Puppen)
- The Dulcimer Boy, von Tor Seidler
- Frindle von Andrew Clements
- Back to School von Andrew Clements
- The Landry News, von Andrew Clements
- Lunch Money von Andrew Clements
- Le Meilleur des livres von Andrew Clements
- Marly’s Ghost, von David Levithan
- The Meanest Doll in the World, von Ann M. Martin and Laura Goodwin
- Our House: Stories of Levittown, von Pam Conrad
- Riding Freedom, von Pam Munoz Ryan
- The Runaway Dolls, von Ann M. Martin and Laura Godwin
- The School Story, von Andrew Clements
- Walt Whitman: Words for America, von Barbara Kerley
- When Marian Sang, von Pam Munoz Ryan
- Wingwalker, von Rosemary Wells

## Belege
1. ↑  Middle school/Junior high Nominees (Grades 6-8) 2013-2014, California Young Reader Medal Nominierung für Wonderstruck, abgerufen am 8. Mai 2015.

| Personendaten    | Personendaten                                    |
| ---------------- | ------------------------------------------------ |
| NAME             | Selznick, Brian                                  |
| KURZBESCHREIBUNG | US-amerikanischer Illustrator und Schriftsteller |
| GEBURTSDATUM     | 14. Juli 1966                                    |
| GEBURTSORT       | East Brunswick, New Jersey                       |